# Emma sono io
Emma sono io è un film del 2002 diretto da Francesco Falaschi.

## Trama
Emma, pediatra e stimato assessore all'educazione di un piccolo comune toscano, soffre di ipomania, un disturbo dell'umore che, se non curato di continuo con calmanti, rende enfatici ed eccessivi fino all'aggressività e a crisi maniaco-depressive. Nessuno è a conoscenza della sua patologia, neppure il marito Roberto, e così insieme a lui, al papà Marcello ed al vecchio amico Carlo, Emma si reca alla villa di famiglia per organizzare il matrimonio di Marta, la sua migliore amica. Nel corso dei preparativi, un disguido nelle ordinazioni presso la farmacia del posto fa sì che i calmanti necessari a tenere lontane le crisi per qualche giorno non siano disponibili e così torna ad affiorare prepotentemente la sua reale personalità, tra lo sconcerto di amici e parenti che si vedono assaliti da una incontrollabile esuberanza che li mette di fronte ai compromessi con cui affrontano l'esistenza.
Si viene così a scoprire che Roberto ha una giovane amante, Elisa, con la quale Emma entra in contatto senza svelare la sua identità ed alla quale spiega persino le tecniche giuste per rubarle suo marito, salvo poi fare in modo, attraverso un abile stratagemma, che sia proprio Elisa a lasciarlo, convinta che sia stato Roberto a metterle alle costole la moglie.
Ma non è tutto: il giorno del matrimonio di Marta, che sarà officiato in Comune proprio da Emma, quest'ultima si offre di accompagnarla insieme a Carlo ma, preda della consueta sovraeccitazione, si dimentica completamente di loro costringendoli a farsela a piedi. Durante la lunga camminata, Carlo e Marta, spronati dai continui inviti di Emma alla sincerità ed al rispetto dei sentimenti, hanno modo di rinfacciarsi l'un l'altra tutte le occasioni perse nel passato, finendo poi per dichiararsi un amore che dura da sempre pur non essendo mai stato davvero confessato. Il tutto suggellato da un bacio appassionato che i due si scambiano davanti alla porta del Comune e davanti allo sguardo sbigottito del futuro marito di Marta, Daniele, che attribuisce ad Emma la colpa di questa imprevedibile "svolta sentimentale".
Il finale mostra tutti i personaggi un anno dopo la fatidica estate, poco prima del matrimonio di Marcello con Anna, la cuoca di famiglia: Carlo e Marta innamorati e in attesa di un bambino, Elisa felicemente fidanzata con un amico di Marta, Emma ormai completamente libera dalla schiavitù dei farmaci e sempre più legata a suo marito, con il quale è riuscita a riappacificarsi dopo un acceso confronto nel corso del quale lei gli chiede scusa per avergli nascosto la malattia per timore che Roberto potesse lasciarla e quest'ultimo le ribadisce il suo amore, chiedendole perdono per il tradimento e confidandole d'aver deciso di buttare le pasticche, perché la vera Emma è in fondo migliore di quella artificiale.

## Produzione
Il film è stato girato nei territori della Maremma grossetana e del monte Amiata: in particolare ad Arcidosso, Cinigiano, al Puntone di Scarlino e a Santa Fiora. Una location significativa è stata quella del piccolo borgo di Porrona.